# オーランド・ヴォーン
オーランド・ヴォーン（Orlando Voorn、1968年4月25日 - ）は、アムステルダムで生まれたオランダのDJ、エレクトロニック・ミュージック・プロデューサー。ソロ・アーティストとして、1980年代初頭からBalance、Frequency、Baruka、Basic Bastard、Fix、Dope Dog、Boy、Stalker、The Nighttripperなど、数多くの名義で作品をリリースしてきた。また、ゲットー・ブラザーズ名義ではブレイク・バクスターと、デザイナー・ループス名義ではジェフ・ポーターと楽曲をプロデュースした。
ヴォーンは、1986年にオランダ・DMC DJ・チャンピオンシップで優勝し、その後も数多くの楽曲をリリースするようになった。プロのDJとして、Lower East Side Recordsというレコード・レーベルから最初のクラブ・トラックをリリースした。デトロイト・テクノ・ミュージックのパイオニアであるホアン・アトキンス、デリック・メイ、ブレイク・バクスターと共に、様々なレーベルで楽曲をプロデュースした。ヴォーンの音楽は、テクノ、ドラムンベース、アンビエント、ヒップホップ、エレクトロなど、多様なスタイルを特徴としている。オーランド・ヴォーンは、デトロイトとアムステルダムの（音楽における）つながりを確立した最初の人物であると多くの人に考えられている。